# بیهارنادی‌بایوم
بیهارنادی‌بایوم (به مجاری:  Biharnagybajom) یک منطقهٔ مسکونی در مجارستان است که در ناحیه پوشپوک‌لادانی واقع شده‌است. بیهارنادی‌بایوم ۳٬۱۰۰ نفر جمعیت دارد.